# 上田慶行
上田 慶行（うえだ よしゆき、1967年11月5日 - ）は、朝日放送 (ABC) の元アナウンサー。

## 来歴・人物
兵庫県神戸市兵庫区出身。甲陽学院高等学校を経て京都大学教育学部を卒業後、1990年朝日放送に入社。アナウンス部在籍中に育児休暇を取得した経験がある。
2007年2月にセクハラが発覚し、アナウンス部から総務局ISO事務局に異動した。
大相撲の元大嶽親方（元関脇貴闘力）とは幼なじみであり小学校時代は同級生だった。

## 出演していた番組

### テレビ
朝日放送テレビ
- おはようコールABC（司会）
- まいど!大阪プロレスです（スカイ・A sports+）

### ラジオ
朝日放送ラジオ
- ニュースデスク（日曜朝～昼、平日夜）
- 上沼恵美子のこころ晴天（火曜日レギュラー）